# Frank Høj
Frank Høj (Holte, 4 de enero de 1973) es un ciclista danés que fue profesional entre 1995 y 2010.
Ha conseguido notables resultados en los Juegos Olímpicos, consiguiendo dos diplomas olímpicos en la prueba de ruta: fue sexto en Sídney 2000 y octavo en Atenas 2004.

## Palmarés
1993
- 1 etapa de la Milk Race

1994
- 1 etapa del Circuito Franco-Belga
- Zellik-Galmaarden

1997
- 1 etapa del Boland Bank Tour
- Gran Premio de la Villa de Zottegem

1998
- Veenendaal-Veenendaal
- Circuito Franco-Belga
- Campeonato de Dinamarca en Ruta
- Omloop van het Waasland
- Gran Premio del 1 de Mayo

2000
- GP Fina
- Le Samyn

2003
- GP Herning

2004
- GP Herning
- 2.º en el Campeonato de Dinamarca Contrarreloj

2005
- 1 etapa del Circuito Franco-Belga

2008
- 2.º en el Campeonato de Dinamarca Contrarreloj

2009
- 3.º en el Campeonato de Dinamarca en Ruta

## Resultados en Grandes Vueltas y Campeonatos del Mundo
| Carrera              | Carrera              | 1995 | 1996 | 1997 | 1998 | 1999 | 2000  | 2001  | 2002  | 2003  | 2004  | 2005  | 2006 | 2007 | 2008 | 2009 | 2010 |
| -------------------- | -------------------- | ---- | ---- | ---- | ---- | ---- | ----- | ----- | ----- | ----- | ----- | ----- | ---- | ---- | ---- | ---- | ---- |
|                      | Giro de Italia       | —    | —    | —    | —    | —    | —     | —     | 107.º | F. c. | —     | 152.º | —    | —    | —    | —    | —    |
|                      | Tour de Francia      | —    | —    | —    | —    | —    | 100.º | —     | —     | —     | —     | —     | —    | —    | —    | —    | —    |
|                      | Vuelta a España      | —    | —    | —    | —    | 97.º | —     | 128.º | —     | —     | 112.º | —     | —    | —    | —    | —    | —    |
| Mundial en Ruta      | Mundial en Ruta      | —    | Ab.  | 83.º | Ab.  | Ab.  | Ab.   | Ab.   | 24.º  | 15.º  | 84.º  | —     | —    | —    | 65.º | Ab.  | —    |
| Mundial Contrarreloj | Mundial Contrarreloj | —    | —    | —    | —    | —    | —     | 45.º  | —     | —     | —     | —     | —    | —    | —    | —    | —    |

—: no participa
Ab.: abandono
F. c.: fuera de control

## Equipos
- Collstrop (1995-1997)
- Palmans (1998)
- US Postal (1999)
- Française des Jeux (2000)
- Team Coast (2001-2002)
- Team Fakta (2003)
- Team CSC (2004)
- Gerolsteiner (2005-2006)
- Cofidis (2007-2008)
- Saxo Bank (2009-2010)